# Begtegínida
Begtegínida fou una nissaga senyorial que va governar l'alta Mesopotàmia durant un segle. El seu centre era Irbil però va governar també temporalment a Haran, Mossul i Sindjar.
La va fundar Zayn al-Din Ali Kučuk ibn Begtegin, amir (oficial militar) turcman, lloctinent de Imad-ad-Din Zengi que va rebre del seu senyor el govern dels territoris entre el Gran Zab i el país dels kurds humaydites (a Takrit) i hekkarites (a Shahrazur), amb seu a Irbil. Va exercir també el govern de Mossul després del 1145, i uns anys després (després del 1150) el de Sindjar i Haran. Abans de morir el 1168 va retornar tots els seus feus a Kutb al-Din a canvi de ser confirmat com a governador hereditari d'Irbil.
El va succeir el seu fill Muzaffar al-Din Gokburi (o Gökburi) que fou enderrocat immediatament pel governador d'Irbil, Kaymaz, que va portar al tron al seu germà petit Zayn al-Din Yusuf. Kaymaz va rebre més tard el govern de Mossul i Gokburi va rebre el govern d'Haran en compensació a la pèrdua d'Irbil.
El 1190 va morir el seu germà Yusuf i Gokburi va obtenir la investidura d'Irbil de Saladí. Després de la mort de Saladí (1193) ja no es va considerar vassall de ningú més que del califa. Va governar a Irbil fins a la seva mort el 1233. No va deixar fill i va llegar el seu principat al Califa que efectivament van ocupar Irbil.

## Llista d'emirs
- Zayn al-Din Ali Kučuk ibn Begtegin vers 1137/1138-1168
- Zayn al-Din Yusuf (fill) 1168-1190
- Muzaffar al-Din Gokburi 1190-1233